# Kannan Soundararajan
Pour les articles homonymes, voir Soundararajan.
Kannan Soundararajan est un mathématicien indien né le 27 décembre 1973 à Chennai, professeur de mathématiques à l'université Stanford depuis 2006.
Son principal domaine de recherche est la théorie des nombres.

## Débuts
Soundararajan grandit à Chennai et y fut étudiant, à l'université de Padma Seshadri de Nungambakkam. En 1991, il représenta son pays aux Olympiades internationales de mathématiques et gagna une médaille d'argent.

## Éducation
Soundararajan fit ses études de premier cycle en 1991 à l'université du Michigan où il exercera plus tard comme professeur. Il sortit diplômé en 1995 avec mention très bien. Cette même année, pour ses travaux en théorie analytique des nombres, il remporta le prix Morgan, n'étant qu'en premier cycle universitaire. Il exerça alors à l'université de Princeton et fit son doctorat sous la direction du professeur Peter Sarnak.

## Carrière
Après son doctorat, il reçut une bourse de l’American Institute of Mathematics (en) (AIM) et exerça à l'université de Princeton, à l'Institute for Advanced Study et à l'université du Michigan. Dès 2006, il entra à l'université Stanford où il est actuellement professeur de mathématiques et directeur du Centre de Recherche en Mathématiques.

## Distinctions
Il reçut le prix Salem en 2003 pour ses contributions dans le domaine des fonctions L de Dirichlet. En 2005, il remporta le prix indien SASTRA Ramanujan, de 10 000 $, pour sa contribution exceptionnelle à la théorie analytique des nombres (Manjul Bhargava reçut le même prix, pour ses travaux en théorie algébrique des nombres). En 2010, il fut orateur invité au congrès international des mathématiciens d'Hyderabad (le titre de sa conférence était : Quantum Unique Ergodicity (en) and Number Theory). En 2011 il reçut le prix Infosys et fut l'un des trois lauréats du prix Ostrowski.

## Sélection de publications
- (en) R. Holowinsky (de) et K. Soundararajan, « Mass equidistribution for Hecke eigenforms », Ann. of Math., vol. 172, no 2,‎ 2010, p. 1517-1528 (DOI 10.4007/annals.2010.172.1517)« 0809.1636v1 », texte en accès libre, sur arXiv.
- (en) K. Soundararajan, « Nonvanishing of quadratic Dirichlet L-functions at s=1/2 », Ann. of Math., vol. 152, no 2,‎ 2000, p. 447-488 « math/9902163 », texte en accès libre, sur arXiv.